# Liparis coheni
Liparis coheni és una espècie de peix pertanyent a la família dels lipàrids.

## Descripció
- Fa 11,8 cm de llargària màxima.[5][6]

## Hàbitat
És un peix marí, demersal i de clima temperat (52°N-18°N) que viu entre 4 i 210 m de fondària.

## Distribució geogràfica
Es troba a l'Atlàntic nord-occidental: des del golf de Sant Llorenç (el Canadà) fins al golf de Maine (els Estats Units).

## Observacions
És inofensiu per als humans.